# Oznakowanie boczne

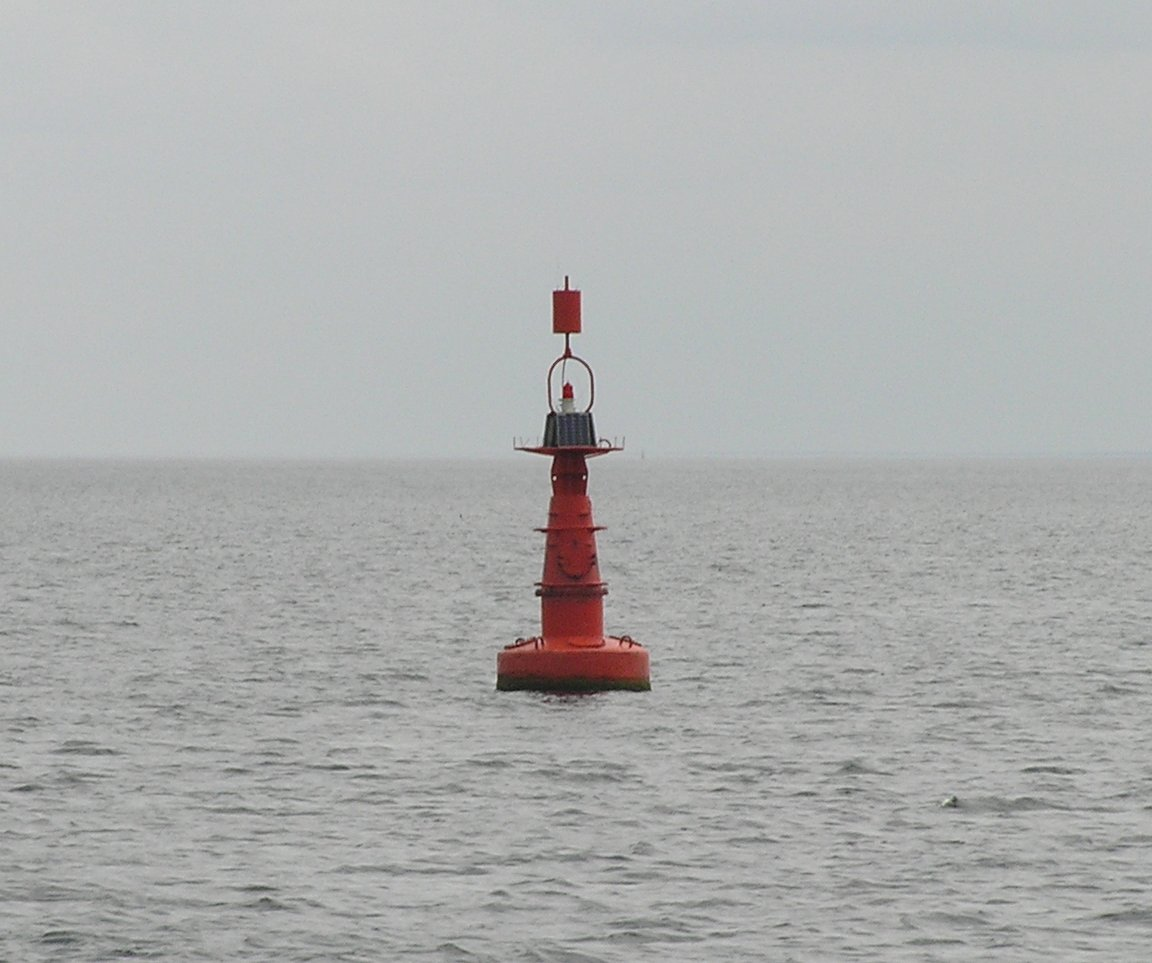
Lewa pława "N4" na podejściu do Gdańska

Oznakowanie boczne – w systemie IALA stosuje się je do określenia granic toru wodnego.
Prawą stroną toru wodnego jest ta, którą statek idący z morza ma po swojej prawej burcie. Przeciwna jest stroną lewą.
Wynika z tego iż kierunek oznakowania liczy się od morza w kierunku portu, ujścia rzeki lub innego szlaku. W niektórych przypadkach jednak kierunek ten ustalają odpowiednie państwa ze względu na specyficzne warunki.
Poszczególne znaki mogą być ponumerowane zgodnie z obowiązującym kierunkiem oznakowania.

## Znaki prawej strony
| W regionie A dla oznaczenia prawej strony stosuje się kolor zielony, oraz kształt stożka. W nocy występuje światło barwy zielonej o rytmie dowolnym. W regionie B prawą stronę oznacza się kolorem czerwonym i kształtem stożka. |  | fotografia pławy |

## Znaki lewej strony
| W regionie A dla oznaczenia lewej strony stosuje się kolor czerwony, oraz kształt walca. W nocy występuje światło barwy czerwonej o rytmie dowolnym. W regionie B lewą stronę oznacza się kolorem zielonym i kształtem walca. |  | fotografia stawy |

## Rozgałęzienie – główny tor w prawo
| W regionie A dla oznaczenia rozgałęzienia toru wodnego, gdy główny tor skręca w prawo stosuje się znak jak dla oznakowania lewej strony z jednym zielonym pasem. W nocy światło czerwone, rytm błyskowe złożone (2+1) W regionie B jest to odpowiednio znak lewej strony z czerwonym pasem. |

## Rozgałęzienie – główny tor w lewo
| W regionie A dla oznaczenia rozgałęzienia toru wodnego, gdy główny tor skręca w lewo stosuje się znak jak dla oznakowania prawej strony z jednym czerwonym pasem. W nocy światło zielone, rytm błyskowe złożone (2+1) W regionie B jest to odpowiednio znak prawej strony z zielonym pasem. |